# マーリンの誕生
『マーリンの誕生』（マーリンのたんじょう、The Birth of Merlin, or, The Child Hath Found his Father）は、ジャコビアン時代の戯曲で、ショーディッチのカーテン座（Curtain Theatre）で1622年に初演された。内容は、田舎娘から大人の姿で生まれたマーリンを喜劇的に描いたもので、ウーゼル・ペンドラゴン、ヴォルティゲルン（Vortigern）、アンブロシウス・アウレリアヌスといったアーサー王物語の人物たちが登場する。

## テキストと作者
『マーリンの誕生』が最初に出版されたのは1662年の「四折版」で、出版したのは書籍商フランシス・カークマン（Francis Kirkman）とヘンリー・マーシュ、印刷はトマス・ジョンソン、作者はウィリアム・シェイクスピアとウィリアム・ローリイ（William Rowley）とされていた。17世紀にシェイクスピアの合作作品として出版されたものは、『マーリンの誕生』と『二人の貴公子』の2作である。多くの研究者は作者をシェイクスピアとすることに反対しており、この劇はローリイがおそらく別の作家と合作したものだろうと見ている。『マーリンの誕生』は現代でも時折再演されることがある（Clwyd Theatr Cymruなどで）。
『マーリンの誕生』は、ボーモント&フレッチャーの正典に含まれる『Cupid's Revenge』と関連がある。行方不明の姫、統治者とその後継者が同じ女性に恋するなど、広範囲にわたってプロットが似ていて、共通の材源を持っているのかも知れない。それは両方の劇に出てくる特定の行、節から裏付けることもできうる。たとえば、「Wilde-fire and Brimstone eat thee!」（『マーリン』第3幕第6場108行）と「wild-fire and brimstone take thee」（『Cupid』第5幕第2場49行）がそうである。他にも『マーリン』の第2幕第2場35-39行、72-81行、第3幕第6場83-84行と、『Cupid』の第1幕第5場5-11行、第4幕第1場2-7行、第5幕第2場44-48行が、それぞれ共通の節を持っている。この共有性を最初に見つけた評論家たちは『マーリンの誕生』はボーモント&フレッチャーだと主張した。しかし、この説は研究者・評論家の同意を得られていない。共有する部分がある以外、ボーモント&フレッチャーが書いたという証拠は何もないからである。当時の戯曲には同じ材源から借りてきたと見られる共通の節が見つかることが時々ある。たとえば、シェイクスピアの『アントニーとクレオパトラ』には、トマス・ノース（Thomas North）によるプルタルコス『対比列伝』の英訳から借りてきた一節が出てくる。創作年代については両作品とも不確かだが、『Cupid's Revenge』が先で、『マーリン』の作者あるいは作者たちがボーモント&フレッチャーの影響を受けたように見える。

## あらすじ

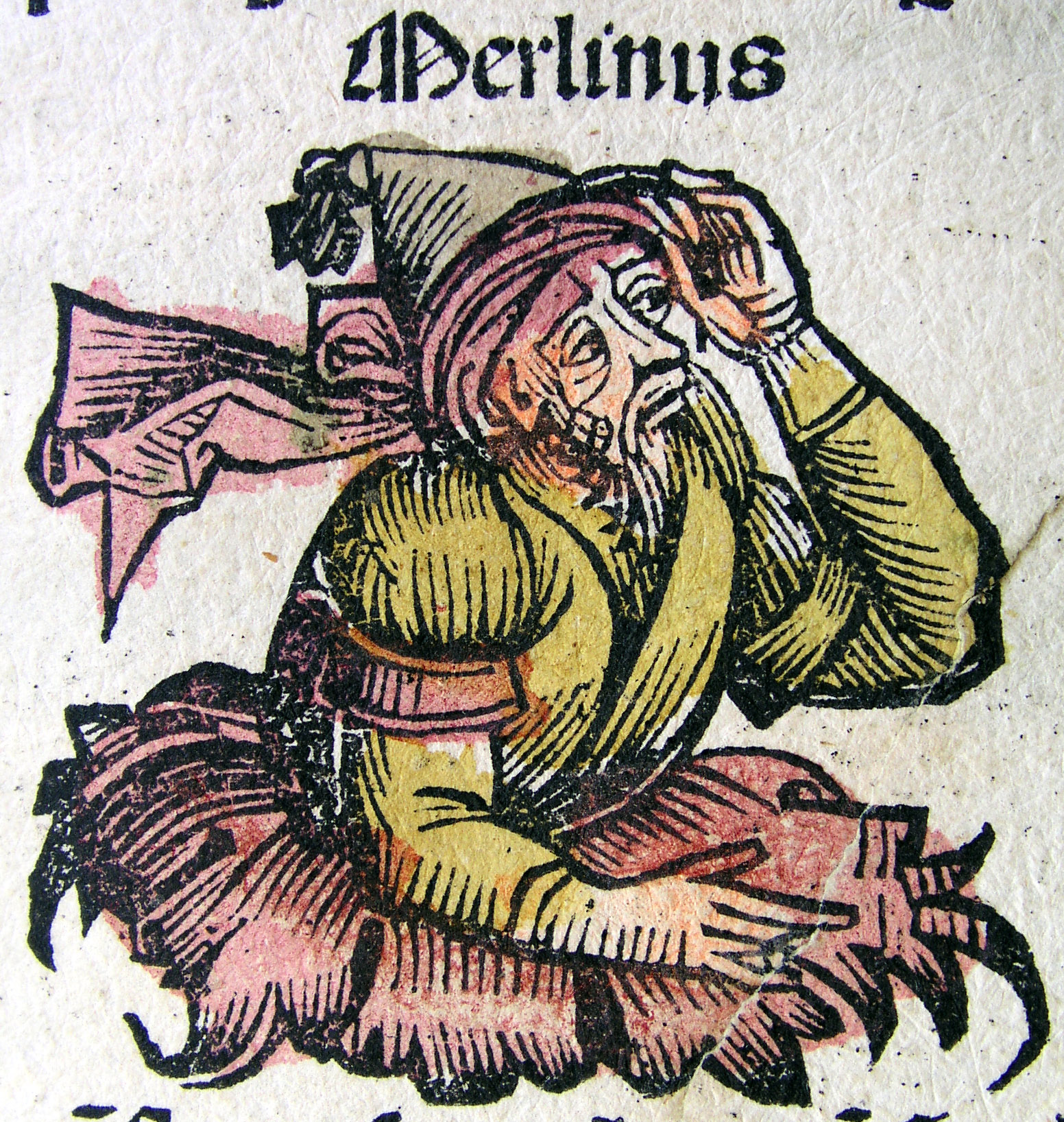
マーリン（『ニュルンベルク年代記』の挿絵。ハルトマン・シェーデル著）

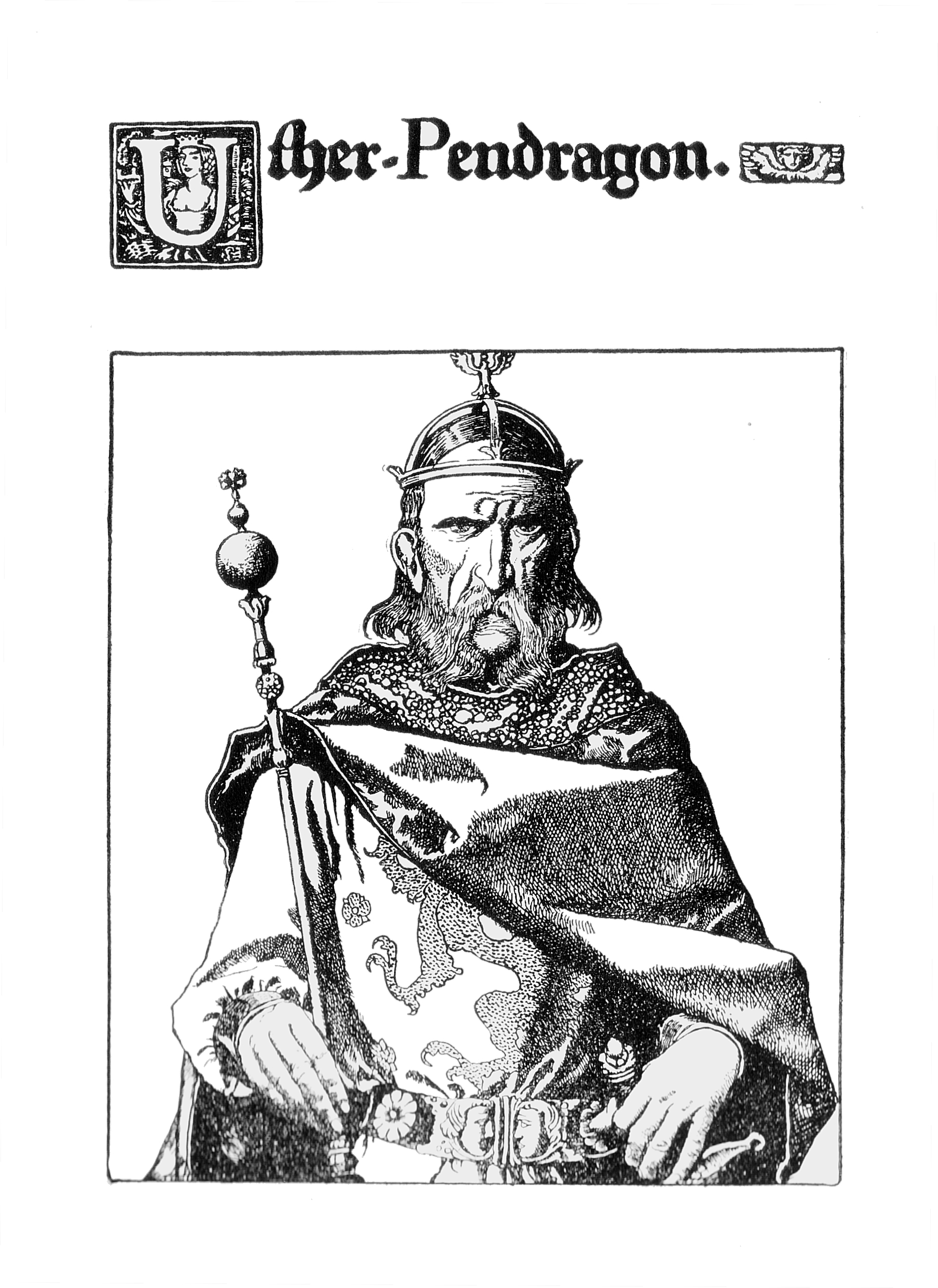
ウーゼル・ペンドラゴン（ハワード・パイル画。『The Story of King Arthur and His Knights』1903年）

『マーリンの誕生』は当時の戯曲では一般的な三つの筋を持っている。第1の筋は本筋の王族たちの話で、国政および国家の繁栄について懸念する。第2の筋は貴族たちの話で、私的な価値と実現可能性について懸念する。第3の筋は喜劇的な脇筋で、庶民たちの関心は世俗的な事柄である。

### 第1幕
貴族DONOBERTには二人の娘がいる。コンスタンティアにはカドール（Cador。伝説上のコーンウォール公）が、モデスティアにはエドウィンがそれぞれ求婚している。モデスティアの話は欲望と神のお召しの葛藤である。
ブリテンはサクソン人の侵略を撃退した勝利の喜びで沸き返っているが、王の弟ウーゼル・ペンドラゴンは行方不明になっている。サクソン人の王女アルテシアが平和交渉のため、使者たちを引き連れてブリテン王アウレリウス（アンブロシウス・アウレリアヌス）の王宮に到着する。アウレリウス王はアルテシアに一目惚れし、廷臣の反対や隠者アンセルムの批判を押し切って、和平に応じる。（この場のラストで、モデスティアは隠者に宗教上の悩みを相談する）。

### 第2幕
名無しの道化と妊娠中の妹Jone Go-to'tが紹介される。道化はローリイの劇に繰り返し登場する太った道化である。Joneのお腹の子供の父親はミステリアスな異邦人で、二人をその人物を捜して森の中をさまよっていた。同じ森に行方不明のウーゼルがいた。ウーゼルはある女性に一目惚れし、森を探し回っていたのである。道化は偶然であったウーゼルにJoneのお腹の子の父親になってくれと頼む。ウーゼルは激怒し、二人を打擲する。その悲鳴を、ウーゼルを探していた廷臣たちが聞きつけ、ウーゼルを王宮に連れて行く。道化とJoneはまたお腹の父親を探し始める。
アウレリウス王はアルテシアと結婚する。ブリテンの貴族Edolは怒って王宮を去る。王宮はブリテン人とサクソン人入り乱れるが、表向き平穏である。隠者はサクソン人の魔術師プロキシマスと力を競い合い、隠者（キリスト教）が魔術師（異教）に勝利する。そこにウーゼルが戻ってきて、探していた女性が兄弟の妻、ブリテン王妃になっていることに驚く。アウレリウスはウーゼルの動揺の理由を読み取って、怒りを抑え嫉妬する。

### 第3幕
道化とJoneはお腹の子の父親を捜して、王宮までやってきた。滑稽やりとりがあって、ついにお腹の子の父親を見つける。道化はその男が「悪魔」だと気づく。Joneは悪魔を追いかける。道化もJoneを追いかける。
モデスティアは信仰の道に入ることにする。家族の反対の中でモデスティアが行った弁明は説得力があり、コンスタンティアもモデスティアに続いて、求婚者を拒否し、宗教の道に進もうとする。父親は立腹する一方で、カドールとエドウィンには娘たちを諦めないでくれと訴える。
森の洞窟で、悪魔はJoneに付き添わせるためにルキナ（Lucina）と運命の三女神を召喚し、Joneはマーリンを出産する。遅れてやってきた道化は、生まれたばかりなのに大人の姿をした甥の魔術師マーリンと対面する。悪魔はマーリンの劇的な未来を予言する。
王宮ではサクソン人が反逆を企んでいる。アルテシアはウーゼルの横恋慕とアウレリウスの嫉妬を利用して、兄弟を仲違いさせようとするが、ブリテンの貴族たちによって失敗してしまう。しかし、二つの派閥が生まれ、戦争の準備をしだす。

### 第4幕
マーリン、Jone、道化はウェールズに行く。サクソン人と同盟を組むウェールズ王Vortiger（ヴォルティゲルン）は城の建設に苦労していた。度重なる崩壊から建物を守るには「悪魔から生まれた子供」の生贄が必要だった。そこにマーリンが現れ、ウェールズ人たちは喜んだ。しかし、マーリンはVortiger王がEdolとブリテン人の手でまもなく敗北することを予言した。一連の戦争の場面が続き、Edolの勝利が表現される。マーリンが燃える彗星の上で予言するスペクタクルな場面もある。

### 第5幕
第5幕は複数の筋が目まぐるしく入れ替わり展開する。
マーリンは悪魔の父親を地中に封印し、母親を悔い改めの人生に導く。
Donobertは娘たちが孤独で禁欲的な宗教的生活に身を投じることを許可する。
ブリテン人はアウレリウスを暗殺したサクセン人の裏切り者たちを打ち破る。ウーゼルは新しいブリテン王となり、マーリンが補佐する。
『マーリンの誕生』は、悪魔、魔法、マスク風のスペクタクルなど、タイプの異なる視覚効果でいっぱいである。明らかに、自由奔放、カラフルで、テンポの早いエンタテインメントを意図して作られている。